# Pothyne chocolata
Pothyne chocolata är en skalbaggsart som beskrevs av J. Linsley Gressitt 1939. Pothyne chocolata ingår i släktet Pothyne och familjen långhorningar. Inga underarter finns listade i Catalogue of Life.